# Talsperre Picote
Die Talsperre Picote (portugiesisch Barragem de Picote) liegt in der Region Nord Portugals im Distrikt Bragança in der Nähe der Ortschaft Picote. Sie befindet sich im Naturschutzgebiet Internationaler Naturpark Douro (portugiesisch Parque Natural do Douro Internacional) und staut den Douro, der hier die Grenze zu Spanien bildet.
Mit dem Projekt zur Errichtung der Talsperre wurde im Jahre 1953 begonnen. Der Bau wurde 1958 fertiggestellt. Die Talsperre dient der Stromerzeugung. Sie ist im Besitz der Companhia Portuguesa de Produção de Electricidade (CPPE).

## Absperrbauwerk
Das Absperrbauwerk ist eine doppelt gekrümmte Bogenstaumauer aus Beton mit einer Höhe von 100 m über der Gründungssohle. Die Mauerkrone liegt auf einer Höhe von 480 m über dem Meeresspiegel. Die Länge der Mauerkrone beträgt 139 m und ihre Breite 3,45 m. Das Volumen des Bauwerks beträgt 205.000 m³.
Die Staumauer verfügt sowohl über einen Grundablass als auch über eine Hochwasserentlastung mit vier Toren. Über den Grundablass können maximal 600 m³/s abgeführt werden, über die Hochwasserentlastung maximal 11.000 m³/s. Das Bemessungshochwasser liegt bei 11.000 m³/s; die Wahrscheinlichkeit für das Auftreten dieses Ereignisses wurde mit einmal in 1000 Jahren bestimmt.

## Stausee
Beim normalen Stauziel von 471 m (maximal 478 m bei Hochwasser) erstreckt sich der Stausee über eine Fläche von rund 2,44 km² und fasst 63 Mio. m³ Wasser – davon können 13,43 (bzw. 13,35) Mio. m³ zur Stromerzeugung genutzt werden.

## Kraftwerk Picote I
Das Laufwasserkraftwerk Picote ist mit einer installierten Leistung von 180 (bzw. 195) MW eines der mittelgroßen Wasserkraftwerke Portugals. Die durchschnittliche Jahreserzeugung liegt bei 1.038 (bzw. 838, 868,6 oder 941) Mio. kWh. Es dient zur Abdeckung von Mittel- und Spitzenlast.
1958 wurden drei Maschinen mit jeweils maximal 60 (bzw. 62 oder 65) MW Leistung in Betrieb genommen. Sie befinden sich in einem unterirdischen Maschinenhaus auf der Nordseite der Staumauer. Sowohl die Francis-Turbinen mit vertikaler Welle als auch die zugehörigen Generatoren wurden von Sorefame geliefert. Die Generatoren leisten 72 MVA, ihre Nennspannung beträgt 15 kV. Die Nenndrehzahl der Turbinen liegt bei 166,7/min.
Die minimale Fallhöhe beträgt 63 m, die maximale 74 m. Der maximale Durchfluss liegt bei 117 m³/s je Turbine.
Das Kraftwerk ist im Besitz der CPPE, wird aber von EDP betrieben.

## Kraftwerk Picote II
Ab März 2007 wurde das Kraftwerk Picote II errichtet. Im Dezember 2011 wurde eine zusätzliche Turbine mit 246 MW Leistung in Betrieb genommen. Der zugehörige Generator leistet 270 MVA. Die Maschine befindet sich in einem eigenen unterirdischen Maschinenhaus, 150 m unter der Oberfläche. Die durchschnittliche Jahreserzeugung beträgt 244 Mio. kWh. Die Kosten beliefen sich auf 140 Mio. €.